# عادل محمود (شاعر)
عادل محمود (10 حزيران/ يونيو 1946 - 7 تشرين الثاني/ نوفمبر 2022) شاعر وروائي وقاص وكاتب صحافي سوري. حاز جائزة دبي الثقافية للإبداع في مجال الرواية.

## سيرة
ولد عادل محمود يوم 10 يونيو 1946 في قرية عين البوم (صلنفة) التابعة لمحافظة اللاذقية، أعلى نقطة فوق مستوى سطح البحر في سوريا، وكان عليه أن يقطع نهرين كي يصل إلى المدرسة، في رحلة عجائبية تحتاج إلى ساعتين كل يوم، في شتاء جهنّمي، ويقول عن ذلك: «نشأت في البرد، ولم أشعر بالدفء طوال حياتي».
عمل محررا في مجلة الطليعة (1968)، وعوقب بنقله إلى قسم الأرشيف، في صحيفة البعث وصودرت مجموعته القصصية الأولى والوحيدة «القبائل»، ومُنعت من التداول، لكنّها طبعت في دار نشر فلسطينية في الداخل على أنها لكاتب فلسطيني يحمل اسم عادل محمود. وعمل أيضاً مراسلًا لمجلة «جيش الشعب» عندما كان يؤدي خدمته العسكرية أثناء حرب تشرين / أكتوبر 1973 في القطاع الشمالي من الجبهة بالقرب من مدينة القنيطرة. في العام 1983 غادر بلاده حيث عاش في قبرص ويوغسلافيا وتونس، ليعود في العام 1994 إلى دمشق.
برز اسمه في سبعينيات وثمانينيات القرن العشرين في أوساط الشعراء المعاصرين مع نزيه أبو عفش وممدوح عدوان ورياض الصالح الحسين ومنذر مصري وبندر عبد الحميد وفايز خضور وعلي الجندي وأيمن أبو شعر.

### جوائز
في العام 2007 حصل على جائزة دبي الثقافية للإبداع في مجال الرواية حيث حقق المركز الأول عن روايته «إلى الأبد و... يوم».
وحاز فيلمه «الطريق» الذي كتب السيناريو له بالشراكة مع المخرج عبد اللطيف عبد الحميد على جائزتين في مهرجان قرطاج السينمائي.

## مؤلفاته
صدرت لعادل مجموعات شعرية وروايات وكتب ومقالات ومجموعة قصصية، منها:

### الشعر
- «قمصان زرقاء للجثث الفاخرة»، 1979
- «ضفتاه من حجر»، 1981
- «مسودات عن العالم»، 1982 [9]
- «استعارة مكان»، 2000 [16]
- «حزن معصوم عن الخطأ»، 2003 [17]
- «انتبه إلى ربما»، 2006 [18]
- «الليل أفضل أنواع الإنسان»، 2015 [19][20]

### سرد ومقالات
- ضمير المتكلم (مجموعة مقالات) 2000. وهو كتاب جمع فيه زواياه الصحافية المنشورة في مجلة الكفاح العربي[3]
- إلى الأبد و... يوم، (رواية) 2007
- القبائل، (مجموعة قصصية) 2008
- قطعة جحيم لهذه الجنّة، (رواية) 2017
- بريد الغرباء، كلمات وصور، (مجموعة مقالات) 2008 [21]
- خيانة المستحيل، (يوميات) 2019[22]

## روابط خارجية
- عادل محمود: عن خيبة لا شفاء منها وأحلام ابتلعتها القبور
- كتاب دبي الثقافية
- Adel Mahmoud
- مؤلفاته على goodreads